# Alpine (program)
Alpine – darmowy, wieloplatformowy klient poczty elektronicznej rozwijany w University of Washington. Pierwsza wersja została wydana 20 grudnia 2007 na licencji Apache.